# Richard Auernheimer
Richard Auernheimer (* 8. Juli 1942 in Trostberg; † 5. April 2024 in Badenheim) war ein deutscher politischer Beamter. Er war von 1999 bis 2007 Staatssekretär im Ministerium für Arbeit, Soziales, Gesundheit, Familie und Frauen sowie Landesbeauftragter für die Belange von Menschen mit Behinderungen des Landes Rheinland-Pfalz.

## Leben
Auernheimer studierte Geschichte und Philosophie, Soziologie und Erziehungswissenschaft an den Universitäten Wien und München sowie der Pädagogischen Hochschule München-Pasing und wurde zum Dr. phil. promoviert.
Er trat 1978 als Referent beim Landesamt für Jugend und Soziales in den Dienst des Landes Rheinland-Pfalz ein. Am 1. August 1990 wechselte er als Referent in das damalige Ministerium für Soziales und Familie, wo er nach einem Jahr zum Leiter der Planungs- und Steuerungsgruppe aufstieg und damit die Verantwortung für die politische Koordinierung der Arbeit im Ministerium übernahm. Danach leitete er von 1996 bis 1999 die Abteilung für Arbeit und Sozialversicherung.
Im Jahr 1999 wurde Auernheimer unter Minister Florian Gerster (SPD) zum Staatssekretär sowie Landesbeauftragten für die Belange von Menschen mit Behinderungen im rheinland-pfälzischen Ministerium für Arbeit, Soziales und Gesundheit ernannt. Er diente ab 2002 im gleichen Ministerium unter Ministerin Malu Dreyer (SPD). Während seiner Amtszeit soll er unter anderem maßgeblich zur Schaffung des Landesgesetzes zur Herstellung gleichwertiger Lebensbedingungen für behinderte Menschen, welches im Jahre 2002 in Kraft trat, beigetragen haben.
Bis zu seiner Pensionierung im Juli 2007 erweiterte sich das Ministerium zusätzlich um die Zuständigkeitsbereiche Familien und Frauen. Nachfolger von Auernheimer als Staatssekretär wurde Christoph Habermann (SPD) und als Landesbehindertenbeauftragte Marita Boos-Waidosch.
Von 2009 bis 2021 engagierte er sich als Vorsitzender bzw. Präsident des Partnerschaftsvereins Rheinland-Pfalz-Ruanda.

## Kulturelles Engagement
Gemeinsam mit seiner Frau veranstaltete Auernheimer seit 1978 sommerliche Kunstausstellungen unter dem Namen Galerie unterm Maulbeerbaum in dem von ihnen bewohnten historischen Dreiseithof in Badenheim. Die aus diesen Ausstellungen getätigten Ankäufe sind in einem Bestandskatalog dokumentiert.

## Auszeichnungen
- 1993: Verdienstorden des Landes Rheinland-Pfalz[8]

## Veröffentlichungen (Auswahl)
- mit Reinhard Siegert: Isaak Maus und sein Badenheim: Isaak Maus als Bauer, Familienvater, Bürgermeister und Dichter in seinem Heimatort Badenheim. Rheinhessische Druckwerkstätte, 1998, ISBN 3-87854-134-1.
- mit Frank Baron: War Dr. Faustus in Kreuznach? Realität und Fiktion im Faust-Bild des Abtes Johannes Trithemius. Verlag der Rheinhessischen Druckwerkstätte, 2003, ISBN 978-3-87854-174-5.
- Kunst unterm Maulbeerbaum. Die Sammlung Auernheimer. Nünnerich und Asmus Verlag & Media. Oppenheim am Rhein. 2022, ISBN 978-3-96176-188-3